# Samtgemeinde Uchte
In der Samtgemeinde Uchte aus dem niedersächsischen Landkreis Nienburg/Weser haben sich vier Gemeinden zur Erledigung ihrer Verwaltungsgeschäfte zusammengeschlossen. Der Verwaltungssitz der Samtgemeinde ist der Flecken Uchte. Die Samtgemeinde Uchte ist nach Fläche die größte im Landkreis.

## Samtgemeindegliederung
- Diepenau, Flecken
- Raddestorf
- Uchte, Flecken
- Warmsen

## Politik

### Samtgemeinderat
Der Rat der Samtgemeinde Uchte besteht aus 30 Ratsfrauen und Ratsherren. Dies ist die festgelegte Anzahl für eine Gemeinde mit einer Einwohnerzahl zwischen 12.001 und 15.000 Einwohnern. Die Ratsmitglieder werden durch eine Kommunalwahl für jeweils fünf Jahre gewählt. Die aktuelle Amtszeit begann am 1. November 2016 und endet am 31. Oktober 2021.
Stimmberechtigt im Rat der Samtgemeinde ist außerdem der hauptamtliche Samtgemeindebürgermeister Rüdiger Kaltofen.
Die letzte Kommunalwahl am 12. September 2021 ergab das folgende Ergebnis:
| Partei     | Anteilige Stimmen | Anzahl Sitze |
| ---------- | ----------------- | ------------ |
| CDU        | 54,75 %           | 16           |
| SPD        | 27,68 %           | 8            |
| Grüne      | 8,55 %            | 3            |
| FDP        | 4,64 %            | 1            |
| dieBasis   | 2,12 %            | 1            |
| Die PARTEI | 2,26 %            | 1            |

Die Wahlbeteiligung bei der Kommunalwahl 2021 lag mit 63,84 % über dem niedersächsischen Durchschnitt von 57,1 %.

### Samtgemeindebürgermeister
Hauptamtlicher Bürgermeister der Samtgemeinde Uchte ist Rüdiger Kaltofen (CDU).

## Verkehr

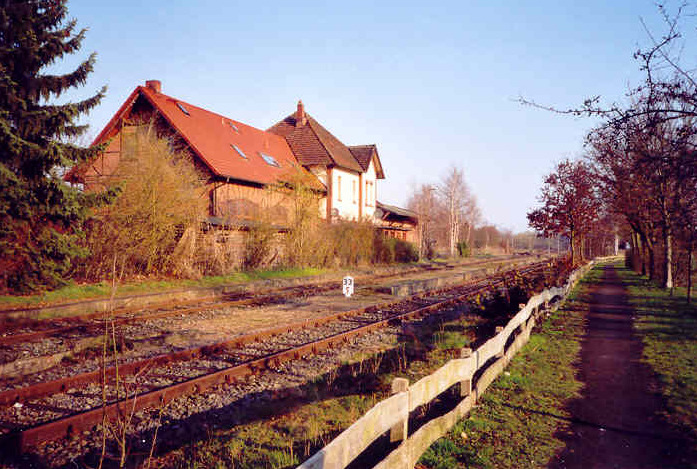
Bahnhof Uchte

- Bahnstrecke Uchte–Rahden